# Fabian Marti

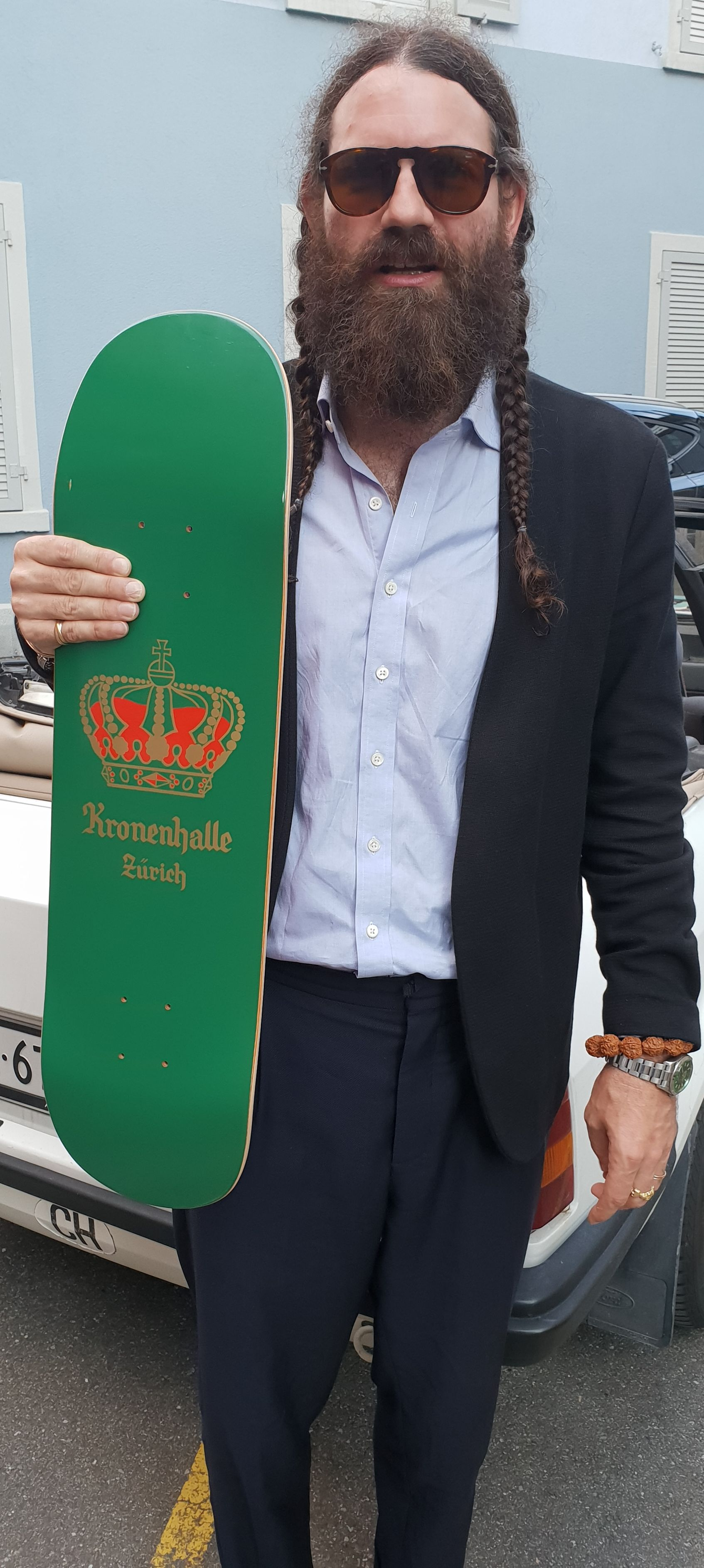
Fabian Marti mit einem Multiple, einem Skateboard mit dem Logo der Kronenhalle, Zürich 2018

Fabian Marti (* 3. Juli 1979 in Freiburg im Üechtland; auch Martin Biafa) ist ein Schweizer Künstler.

## Leben und Wirken
Marti studierte ab 2002 Fotografie an der Hochschule für Gestaltung und Kunst in Zürich (HGKZ). Er schloss das Studium 2007 mit Diplom ab. Im Folgejahr besuchte er die Mountain School of Arts in Los Angeles. Seither lebt er wieder in Zürich. 
Zu seinem Werk gehören vor allem Fotografien, Skulpturen, Videos und Installationen.

## Ausstellungen

### Einzelausstellungen (Auswahl)
- 2013 WallRiss, Freiburg im Üechtland
- 2006 SI Swiss Institute, New York
- 2007 Galeria Fonti, Napoli
- 2007 Coal Mine im Volkart Haus, Winterthur
- 2007 Salon Vert, Praha
- 2007, 2008, 2010 Galerie Peter Kilchmann, Zürich
- 2008 Alexandre Pollazzon Ltd., London
- 2010 Stiftung und Galerie Hans-Trudel-Haus, Baden
- 2011 Kunstmuseum Winterthur
- 2012 Kunstverein Braunschweig
- 2016 Kunstmuseum Luzern

### Ausstellungsbeteiligungen (Auswahl)
- 2006 Stadtmuseum München, "Heimlich Unheimlich"
- 2006 Kunstmuseum Bern, Six Feet Under
- 2006 Swiss Institute New York, with Valentin Carron
- 2007 Fri Art, Freiburg im Üechtland
- 2007 Plattform07, Fotomuseum Winterthur
- 2008 Centre Culturel Suisse, Paris
- 2008 The eternal flame, Kunsthaus Basel
- 2009 event horizon, Warschau
- 2010 The library of Babel, Zabludowicz Collection London
- 2011 Biennale di Venezia
- 2011 The garden of forking paths, Migros Museum Zürich
- 2012 Zeit zu handeln, Kunsthalle Krems
- 2012 Sociétés secrètes, Musée d´Art Contemporain, Bordeaux
- 2016 Momente der Auflösung. Fotografische Werke von Andreas Gefeller, Fabian Marti, Taiyo Onorato & Nico Krebs, Marta Herford (Gehry-Galerien)

## Auszeichnungen
- 2006: Atelierstipendium in Paris des Kantons Freiburg
- 2007: Stipendium der Yvonne Lang-Chardonnens Stiftung,  Zürich
- 2010: Swiss Art Awards,  Basel
- 2011: Manor Kunstpreis des Kantons Zürich[1]